# Shirazi (peuple)
Pour les articles homonymes, voir Shirazi.
Les Shirazi forment un groupe ethnique, sous-groupe du peuple Swahili, vivant sur la côte swahilie en Afrique de l'Est, en particulier sur les îles de Zanzibar, de Pemba et des Comores.
Ils parlent swahili et pratiquent l'islam sunnite et chiite.
Les Shirazis, que certains auteurs considèrent liés à une population originaire de Chiraz, sont selon la plupart des historiens une population originaire de l'archipel de Lamu qui essaime la côte dès le Xe siècle. L'archéologie permet d'associer les Shirazis à une architecture de mosquée spécifique portant des inscriptions en écritures koufique telle que celles de Kizimkazi (en).